# Marehan
Marehan (somali: mareexaan; àrab :مريحان, Marehan ben Ahmed ben Abderrahman ben Ismail ben Ibrahim al-Djaberti), és un clan somali, un dels principals subclans de la gran confederació de clans darod. La majoria viuen a les regions de Jubbada Hoose, Gedo i Jubbada Dhexe a Somàlia del sud-oest, a Galguduud i Mudug al centre, i a l'Ogaden i nord-est de Kenya.
Els segles XVII i XVIII va formar un soldanat al nord-est de Somàlia, al Nugaal. Vegeu Sultanat de Marehan. La mirra portaria el seu nom d'aquesta tribu (Murryhan, després mareexaan), ja que molta producció es feia al seu territori
Al segle xix el soldanat estava en decadència i una part dels marehan van emigrar durant el segle cap al sud (Jubaland); els que van restar a Sool i Sanaag van lluitar amb el Diiriye Guure (1899-1920) del que foren considerats els més lleials. Els que van emigrar són esmentats lluitant el 1865 contra els oromos i el 1880 contra els boran o borana; els pobles animistes i agricultors foren dominats pels nòmades del nord.
Els marehan van formar una organització política ja abans de la independència: la Marehan Union (1956 a 1969). El president de Somàlia, Siad Barre, era un marehan i sota la seva direcció es va formar el Partit Socialista Revolucionari Somali (Somali Revolutionary Socialist Party, SRSP) el 1970, però no tenia afiliació per clans. El Front Nacional Somali (Somali National Front, SNF, 1991-2001) era de base marehan i oposat a l'Aliança de la Vall del Juba (Juba Valley Alliance, JVA, creada el 2001).

## Principals subclans
- Hawraarsame
  - Yussuf Saleebaan (Reer Iidow)
    - Reer Dhoore
    - Reer Dhiblawe
    - Reer Kulow

  - Aadan Salebaan
    - Reer Jamac Nahar
    - Reer Xildid Nahar
    - Reer Kibiya Nahar
    - Reer Bisin Nahar
    - Reer Cilmi Nahar
    - Reer Guuled Nahar
    - Reer Madoobe Nahar

  - Mahmud Saleebaan
    - Reer Cadaawa
    - Reer Cigal
    - Reer Afgadud
    - Reer Hagar
    - Reer Cabdalle
    - Reer Ooman
- Wagardhac
  - Omar Dheer
  - Reer Gadiid
    - Reer Cismaan Gadiid
      - Reer Cali Cismaan
        - Cilmi Cali
        - Cabdulle Cali
        - Faarax Cali
        - Warfaa Cali
        - Waalid Cali
        - Max'ed Cali

      - Reer Axmed Cismaan (Axmed Yey)
      - Reer Gurey Cismaan

    - Reer Liibaan Gad.
    - Reer Max'ed Gad.
    - Reer Rooble Gad.
    - Reer Kooshin Gad.
    - Reer Shuuriye Gad.
    - Reer Faarax Gad.
    - Reer Warfaa Gad.
    - Reer Cigaal Gad.
    - Reer Jaamac Gad.
    - Reer Ciroobe Gad.

- - Reer Allamagan
  - Reer Bahal
  - Reer Caraaye
  - Reer Wardheere
    - Waalid Wardheere
    - Xaryan Waalid
    - Cali Waalid
    - Cabdi Waalid
    - Cilmi Waalid
    - Jaamac Waalid
    - Bihna Afrax
    - Faarax Wardheere
    - Kooshin Wardheere
    - Gaadaale Wardheere (Reer Cali-Dhoore)

  - Reer Afweyne
  - Reer Ciise
  - Sirrig
  - Reer Rooble
  - Reer Faatax
  - Reer Faahiye
  - Reer Kheyr
  - Reer Siyaad Liibaan
  - Rubeeco (Reer Diini)
- Reer Faarax Ugaas
  - Reer Xirsi Faarax
  - Reer Rooble Faarax
  - Reer Guleed Faarax
  - Reer Samatar Faarax
    - Reer Iimaan Samatar.
    - Reer Nuur Samatar.
    - Reer Sharmaarke Samatar.
    - Reer Faarax Samatar.

  - Reer Diini Faarax
    - Bah Darandoole
      - Reer Kooshin
      - Reer Nuur
      - Ciise Nuur
      - Cabdalle Nuur
      - Axmed Nuur
      - Reer Warfa
      - Reer Mahamud
      - Reer Farah
      - Reer Shirwac

    - Bah Xawaadle
      - Reer Warsame
      - Reer Siyaad
        - Reer Cigaal Siyaad
        - Reer Cabdille Siyaad
        - Reer Maxamed Siyaad
        - Reer Cismaan Siyaad
        - Reer Shirwac Siyaad
        - Reer Ciroobe Siyaad
        - Reer Faarax Siyaad
        - Reer Cilmi Siyaad

      - Reer Ugas Sharmake

    - Bah Ogaadeen
      - Reer Dalal
        - Reer Warfaa Dalal
        - Reer Alamagan Dalal
        - Reer Ali Dalal
        - Reer Warsame Dalal
        - Reer Kooshin Dalal

      - Reer Hirsi
      - Reer Guuleed Maxamuud
- Habar Isse
  - Reer Ahmed
  - Abdalle
- Siyad Husein
  - Reer Farax Siyad
  - Reer Cigaal Siyaad
- Ali Hussein
- Celi
  - Reer Gacal
  - Reer Qumane
  - Reer Fiqi Yusuf
    - Reer Isaxaq Fiqi
    - Reer Ibrahim Fiqi
    - Reer Xaji Fiqi
    - Reer Abdirixman Fiqi
    - Reer Ciise Fiqi

  - Reer Gurey
  - Reer Adan Roob
  - Reer Muuse
  - Reer Aadan sharmaarke
  - Reer Baraale
- Bah-Abaskul
- Ali-Dhere
  - Reer Muumin
  - Reer Omar Rooble
  - Reer Ziyad Diini
  - Reer Qawl-Lehe
  - Dhaban Cade
  - Reer Samakaab
  - Reer Liibaan
  - Bah Sacad
  - Aadan Buraale
  - Reer Sheikh Samatar
    - Mubarak
    - Haji Sheikh
    - Sharmarke Sheikh
    - Hassan Sheikh
    - Mohamed Sheikh
    - Adan Sheikh
    - Masale Sheikh
    - Ahmed Sheikh
    - Mahad Sheikh
- Talhe
  - Cumar
  - Max'ed
- Reer Hassan
  - Reer Yusuf
  - Waq Maashe
  - Ibrahim
- Soonfure
- Reer Garaad
  - Ahmed
    - Nasir
    - Guled
    - Wacays
    - Sharawe
    - Kamac
    - Xariiro
    - Khalaf
    - Shirwac
- Reer Cusmaan
  - Reer Idiris
    - Reer Sadiiq

  - Reer Akoon
  - Reer Saleeban
- Yosef Mohamed
- Ina Nuur
- Reer Ahmed Husein
  - Reer Samatar
  - Reer Bale
- Uurmidig
- Hirabe Mataan
- Fiqi Yaqcub
- Reer Cisman

## Referència
1. ↑  Encyclopedia: The Earth and Its Inhabitants: The Universal Geography